# Testudinalia
Testudinalia är ett släkte av snäckor som beskrevs av Lev Ivanovich Moskalev 1966. Testudinalia ingår i familjen Acmaeidae.
Släktet innehåller bara arten Testudinalia testudinalis.